# برايان غوردون
برايان غوردون (بالإنجليزية: Brian Gordon)‏ هو لاعب كرة قاعدة أمريكي، ولد في 16 أغسطس 1978 في West Point, New York ‏ في الولايات المتحدة.

## وصلات خارجية
- برايان غوردون على موقع دوري كرة القاعدة الرئيسي (الإنجليزية)
- برايان غوردون على موقع دوري كوريا الجنوبية لكرة القاعدة (الإنجليزية)
- برايان غوردون على موقعبيزبول رفرنس.كوم (الدوري الرئيسي) (الإنجليزية)
- برايان غوردون على موقعبيزبول رفرنس.كوم (الدوري الثانوي) (الإنجليزية)
- برايان غوردون على موقع إي إس بي إن.كوم (أم.أل.بي) (الإنجليزية)
- برايان غوردون على موقع مشجعي الرسوم البيانية (الإنجليزية)